# Bisert (plaats)
Bisert (Russisch: Бисерть) is een nederzetting met stedelijk karakter in het gemeentelijk district Nizjneserginski van de Russische oblast Sverdlovsk in de Cis-Oeral (Europa). De plaats ligt aan de gelijknamige rivier op 59 kilometer van Nizjnieje Sergi, 166 kilometer van Jekaterinenburg, 207 kilometer van Perm en 124 kilometer van Koengoer.
Bisert ontstond als een fort (krepost) tegen invallen van de noordelijkere Basjkieren (in verband met een van de Basjkierse opstanden in die tijd) en als rustplaats voor reizigers tussen 1735 en 1736 in opdracht van Vasili Tatisjtsjev. In 1764 bouwden Grigori Demidov er een ijzerverwerkende fabriek (Bisertski-ijzerwerken). In 1774 werd het fort tijdelijk veroverd door een van Poegatsjovs aanvoerders, Beloborodov, tijdens de Poegatsjov-opstand. De Demidovs verkochten de fabriek in 1873.
In 1878 woonden er 1152 mensen en had de plaats de status van volostcentrum.
In 1941 kreeg Bisert de status van nederzetting met stedelijk karakter. Bevolking: 11.262 (2002); 12.646 (1989).
Bisert is een centrum voor de metaalindustrie en de bosbouwindustrie (inclusief de bouw van meubelen).